# Jamki (województwo mazowieckie)
Jamki – przysiółek w Polsce położony w województwie mazowieckim, w powiecie przysuskim, w gminie Potworów. Ma status sołectwa.
W latach 1975–1998 miejscowość należała administracyjnie do województwa radomskiego.
Wierni Kościoła rzymskokatolickiego należą do parafii św. Wawrzyńca we Wrzosie.